# Sauber C16
La Sauber C16 è stata la vettura di Formula 1 con cui il team svizzero ha partecipato al mondiale 1997 di Formula 1.
Disegnata da Leo Ress, era munita, per la prima volta, del motore Ferrari (lo 046), rimarchiato Petronas SPE-01, abbandonando così le unità Ford.
Come prima guida venne confermato Johnny Herbert, inizialmente affiancato da Nicola Larini, collaudatore Ferrari dal 1992, assunto proprio in seguito all'accordo motoristico con la casa di Maranello: tuttavia il pilota italiano non si presentava al via di un GP da Imola 1994, dimostrando infatti una certa difficoltà, cosa che spinse la squadra a sostituirlo, dopo appena cinque gare, con il connazionale Gianni Morbidelli, anch'egli collaudatore Ferrari; il pesarese a sua volta lasciò il posto al debuttante argentino Norberto Fontana, prima dal GP di Francia a quello di Germania, e poi all'ultimo appuntamento a Jerez, entrambe le volte a causa di un infortunio.

## Contesto

### Passaggio ai motori Ferrari
Nell'estate 1996, la Ford, fornitrice di motori della Sauber, specificò alla squadra svizzera che per la stagione 1997 sarebbe stata l'esordiente Stewart Grand Prix il team di punta su cui si sarebbero concentrati i maggiori sforzi e a cui sarebbero stati destinati i motori di ultima generazione. Tale situazione portò la Sauber a valutarne la sostituzione, avviando colloqui con Peugeot, Honda e Hart. La situazione si trascinò infruttuosamente nei mesi successivi; vennero poi avviate trattative con la Ferrari che risultarono lunghe e complesse. L'accordo infine raggiunto prevedeva la fornitura del motore dell'anno precedente, che sarebbe stato rimarchiato Petronas, sponsor principale della squadra svizzera, avendo a disposizione un gruppo addetto allo sviluppo inviato direttamente dalla casa di Maranello.
La lunga trattativa allungò però i tempi di progettazione e preparazione della monoposto, che fu pronta solo nella prima metà di febbraio del 1997.

### Scelta dei piloti
Già nell'estate del 1996, cominciarono a diffondersi rumor di un possibile passaggio di Heinz-Harald Frentzen alla Williams per la stagione successiva. Tali voci si concretizzarono a settembre, quando venne resa ufficiale la notizia. Sauber confermò quindi Johnny Herbert, ormai con il ruolo di prima guida. Il secondo pilota scelto inizialmente fu Nicola Larini, il cui ingaggio rientrava nell'accordo fatto tra Sauber e Ferrari per la fornitura dei motori.

## La vettura
La nuova Sauber C16 rappresentava l'evoluzione della monoposto precedente. Le novità più impattanti riguardarono soprattutto l'avantreno, con il musetto che venne completamente ridisegnato e che variò più volte nel corso della stagione. Altre modifiche effettuate a stagione in corso ebbero invece oggetto la parte centrale della vettura, in particolare per le componenti aerodinamiche. Rimase invece inalterato il sistema delle sospensioni.

## Carriera agonistica
Il campionato fu decisamente migliore del precedente, con il team che marcò punti in sette occasioni, riuscendo a portare entrambe le vetture a traguardo in molte più gare che nel 1996: il primo punto arrivò già al primo appuntamento in Australia grazie al 6º posto di Larini, mentre i successivi risultati furono conquistati tutti da un Johnny Herbert particolarmente in forma, che giunse 4° in Argentina, 5° in Spagna e in Canada, salendo poi sul podio in Ungheria dove chiuse 3°, per poi piazzarsi di nuovo 4° a Spa e infine 6° in Giappone. Il pilota britannico giunse al traguardo in altre cinque occasioni, piazzandosi sempre fra i primi otto.

Con la nuova unità Ferrari tuttavia la Sauber riuscì, solamente in parte, a fare quel salto di qualità che le serviva; a pesare nel bilancio fu anche probabilmente anche l'eccessiva alternanza di piloti sulla seconda vettura, e la loro conseguente difficoltà di adattamento.
La squadra Svizzera chiuse la stagione di nuovo al 7º posto in classifica, come nel 1996, ma con un maggior bottino di punti, ben 16, contro gli 11 dell'anno prima.

## Risultati completi
| Anno | Team                     | Motore              | Gomme | Piloti     |     |    |     |     |     |    |    |     |     |     |     |   |     |   |   |     |    | Punti | Pos. |
| ---- | ------------------------ | ------------------- | ----- | ---------- | --- | -- | --- | --- | --- | -- | -- | --- | --- | --- | --- | - | --- | - | - | --- | -- | ----- | ---- |
| 1997 | Red Bull Sauber Petronas | Petronas SPE-01 V10 | G     | Herbert    | Rit | 7  | 4   | Rit | Rit | 5  | 5  | 8   | Rit | Rit | 3   | 4 | Rit | 8 | 7 | 6   | 8  | 16    | 7º   |
| 1997 | Red Bull Sauber Petronas | Petronas SPE-01 V10 | G     | Larini     | 6   | 11 | Rit | 7   | Rit |    |    |     |     |     |     |   |     |   |   |     |    | 16    | 7º   |
| 1997 | Red Bull Sauber Petronas | Petronas SPE-01 V10 | G     | Morbidelli |     |    |     |     |     | 14 | 10 |     |     |     | Rit | 9 | 12  | 9 | 9 | Rit |    | 16    | 7º   |
| 1997 | Red Bull Sauber Petronas | Petronas SPE-01 V10 | G     | Fontana    |     |    |     |     |     |    |    | Rit | 9   | 9   |     |   |     |   |   |     | 14 | 16    | 7º   |